# Centre civil
Le Centre civil (en danois, Borgerligt Centrum) est ou était un parti politique danois fondé le 6 janvier 2009 par le député Simon Emil Ammitzbøll, un ancien membre du Parti social-libéral danois. Le 16 juin 2009, Ammitzboll dissout officiellement le parti et cherche à rejoindre l'Alliance libérale. Néanmoins, le Centre civil refuse cette dissolution et élit un nouveau leader Jeppe Søe. Le 28 juin 2009, le parti menace de poursuivre son ancien leader qui a toujours accès aux informations du parti.
Le Borgerligt Centrum se décrit lui-même comme « un parti de centre-droit fondé sur des valeurs libérales et humanistes. » Le parti n'a pas encore pris part à une élection, mais son fondateur détenait l'unique siège du parti au Parlement danois pour lequel il a été élu sur la liste radicale. Le jour même de la fête donnée pour célébrer la fondation du parti, un sondage d'opinion a montré que 82 % des Danois considéraient comme peu probable que le parti parvienne à franchir le seuil de 2 % permettant d'être représenté au Folketing lors des prochaines élections parlementaires danoises.

## Objectifs politiques
Selon le site officiel du parti, celui-ci poursuit trois objectifs majeurs :
- Accroissement du financement des soins de santé et d'éducation en augmentant le nombre total d'heures de travail annuel. Il fait valoir que l'âge de la retraite doit être relevé, les prestations de retraite anticipée devant être supprimées, et que la période au cours de laquelle une personne a le droit de percevoir une indemnisation de chômage devrait être raccourcie.
- Moins d'interdictions et de règlements.
- Plus d'immigrants qualifiés devraient venir au Danemark. Le parti veut abolir la soi-disant « règle des 24 années » et l'exigence qui y est liée, ce qui rendrait plus facile leur installation au Danemark. Cependant, les immigrants ne pourraient avoir libre accès à des avantages tels que les soins de santé qu'après une certaine période de temps et devraient toujours respecter les valeurs danoises.

## Sources
- (en) Cet article est partiellement ou en totalité issu de l’article de Wikipédia en anglais intitulé « Borgerligt Centrum » (voir la liste des auteurs).